# Трон: Повстання
«Трон: Повстання» (англ. Tron: Uprising) — науково-фантастичний мультсеріал 2012 року, дії якого відбуваються у всесвіті Трону, в проміжку між подіями оригінального фільму «Трон» 1982 року і фільму «Трон: Спадок». У серіалі описуються події, що відбулися в другій Системі в проміжок часу між першим і другим фільмом, імовірно, після подій гри «Трон: Еволюція». У мультсеріал входить 19 серій, вихід яких почався 7 червня 2012 року на телеканалі Disney XD.

## Сюжет
Потрапивши до віртуального світу Сітки, герой фільму «Трон», Флінн, лишив там свого цифрового двійника Клу. Захищати Клу та всі інші програми повинен був воїн Трон. Але Клу забажав одноосібно правити Сіткою, вбив Трона і запровадив диктатуру.
Бек — молода програма, диверсант проти режиму Клу. Він використовує образ Трона, але зазнає поразки і Бека схоплює невідомий воїн. Перевіривши відданість Бека, незнайомець показує, що він — справжній Трон, який насправді вижив. Трон не лише навчає Бека бойовим навичкам і керуванню технікою, щоб звільнити місто Аргон, але також наставляє його, щоб виростити з його юної, імпульсивної натури мужнього та могутнього лідера. Бек приймає образ Трона і стає ворогом генерала Теслера та його репресивних сил, які окупували Агрон.